# 仁川高丸
仁川 高丸（にがわ たかまる、本名非公表、1963年8月23日 - ）は、女性作家。

## 経歴
兵庫県生まれ。立命館大学文学部西洋史学科卒業。1991年に、レズビアンを扱った『微熱狼少女』ですばる文学賞佳作を受賞。作品にLGBTの人物が多く登場することが多い。

## 著作
- 『微熱狼少女』（集英社　1992　のち文庫）
- 『キス』（集英社　1993　のち文庫）
- 『ソドムとゴモラの混浴』集英社、1994
- 『F式・夏』集英社、1995　のち廣済堂文庫
- 『こまんたれぶー』（角川書店　1996）
- 『文月に不実の花咲く』集英社、1997
- 『身に覚えのあるナニワ恋愛塾』（青春出版社、1998）『枕ことばも愛のムチ 恋のビタミン27 短篇小説集』光文社文庫
- 『ねむけ』イーストプレス、2000　のち光文社文庫